# Neurenberg Messe
De Neurenberg Messe (Duits: NürnbergMesse) is een beurscomplex bij Neurenberg in Duitsland. Het wordt gebruikt voor handelsbeurzen, congressen en andere grootschalige evenementen.
De Neurenberg Messe is een in 1974 gesticht complex, dat begon met 60.000 m². Inmiddels is het uitgegroeid tot een oppervlakte van 160.000 m² verdeeld over 13 hallen. Met deze capaciteit is het een van de grotere beurscomplexen van Duitsland.
Het complex is eigendom van de NürnbergMesse groep, die voor 49,967% eigendom is van de stad Neurenberg, 49,967% eigendom is van de deelstaat Beieren, voor 0,033% eigendom van de industrie- en handelskamer Nürnberg en voor 0,033% eigendom van de Handwerkkamer voor Middelfranken.
De NürnbergMesse groep heeft drie dochterondernemingen: Nürnberg Global Fairs, de NürnbergMesse Noord-Amerika en NürnbergMesse China.

## Tentoonstellingen en beurzen
Er worden jaarlijks 70 tentoonstellingen en vakbeurzen georganiseerd in de Neurenberg Messe waaronder:
- Altenpflege+ProPflege
- BioFach
- BRAU Beviale
- ConSozial
- fensterbau/frontale
- GaLaBau